# Skärhamns Idrottsklubb
O Skärhamns IK, ou simplesmente Skärhamns IK, é um clube de futebol da Suécia fundado em 13 de outubro de 1923. Sua sede fica localizada em Skärhamn.